# Plymouth (software)
Plymouth es un programa de arranque de sistema en modo gráfico que despliega una animación mientras la computadora se inicia. Es incluido como parte de la distribución Fedora Linux desde su versión 10.
Plymouth ha sido desarrollado como reemplazo de RHGB (Red Hat Graphical Boot) y escrito como un nuevo programa con el fin de lograr que "La experiencia de arranque sea sin parpadeos, sutil y brillante".

## Funcionamiento
Plymouth se ejecuta muy pronto en el proceso de arranque (incluso antes de que el sistema de archivos raíz esté montado) Luego muestra una animación mientras el proceso de arranque de sistema sucede en el fondo, antes y después de que X comienza hasta la ejecución de la entrada de usuario. La idea es que Plymouth esté configurado de forma nativa para el arranque utilizado por el sistema operativo. El objetivo final es deshacerse de todos los parpadeos durante el inicio.

## Plugins
Es posible cambiar la apariencia de Plymouth a través de complementos o plug-ins instalables. Actualmente los plug-ins incluidos en Fedora son:
- Solar: Es el plug-in utilizado por defecto en Fedora, muestra una animación de una tormenta solar.
- Texto: Muestra tres barras de colores superpuestas (no requiere aceleración gráfica).
- Fade-in: Aparecen estrellas en la pantalla.
- Pulser: Muestra una pantalla color cian y una barra de progreso en movimiento.
- Spinfinity: Muestra el logo de Fedora y un símbolo infinito.[4]

## Requerimientos
Plymouth requiere de un controlador de video compatible con kernel Kernel Mode-Setting para funcionar en modo gráfico, al no contar con un controlador que soporte esta característica Plymouth funcionará en modo texto.

## Plymouth en otras distribuciones
Usuarios y desarrolladores de otras comunidades de GNU/Linux han sugerido integrar a Plymouth en sus distribuciones. En el caso de Mandriva se ha añadido en su wiki de desarrollo de ideas para la versión 2009 Spring (2009.1). En el foro de openSUSE se ha discutido sobre su inclusión y si Plymouth lograría un incremento en la velocidad de arranque.
En Ubuntu, tras el anuncio de su versión 9.10 Karmic Koala, Mark Shuttleworth dijo considerar la integración de Plymouth para este lanzamiento, en reemplazo de Usplash. Esta decisión fue revertida en el Ubuntu Developer Summit efectuado en mayo de 2009 para focalizar los esfuerzos en disminuir el tiempo de arranque a 10 segundos, conservando así a Usplash como animación de arranque. También se ha dicho que al bajar la barrera de los 10 segundos no sería necesario utilizar un arranque gráfico como Plymouth por el corto tiempo que éste sería desplegado. Finalmente, Plymouth se incluyó en Ubuntu de manera predeterminada en abril de 2010, con la versión 10.04.
En el caso de Debian GNU/Linux, Plymouth 0.6 fue incluido a la rama Experimental el 7 de febrero de 2009 por Daniel Baumann. Plymouth se incluyó por primera vez a una versión estable con la llegada de Debian GNU/Linux "Squeeze" 6.0. Actualmente y con tan solo unos pocos pasos se puede hacer correr Plymouth en casi cualquier computadora (utilizando los drivers VESA).